# Lareb
Bijwerkingencentrum Lareb (acroniem voor Landelijke registratie evaluatie bijwerkingen) is een Nederlands meld- en kenniscentrum dat als taak heeft het signaleren van risico's van het gebruik van geneesmiddelen, vaccins en gezondheidsproducten in de dagelijkse praktijk en het verspreiden van kennis hierover. Bijwerkingencentrum Lareb is een onafhankelijke stichting en is gevestigd in 's-Hertogenbosch. Het ontvangt voor de uitoefening van deze wettelijke taak subsidie van het ministerie van Volksgezondheid, Welzijn en Sport (VWS) en het College ter Beoordeling van Geneesmiddelen (CBG). Directeur van Lareb is sinds 2013 Agnes Kant.

## Geschiedenis
Sinds de jaren 60 van de 20e eeuw worden de bijwerkingen van geneesmiddelen landelijk geregistreerd. Aanleiding tot deze registratie waren de gevolgen van het gebruik van het geneesmiddel Softenon (thalidomide), waardoor meer dan tienduizend kinderen met aangeboren afwijkingen werden geboren. Bijwerkingencentrum Lareb is in de jaren tachtig ontstaan op initiatief van apotheker Fred de Koning die samen met apothekers en artsen uit de regio Tilburg het Regionale Evaluatie Bijwerkingen systeem opzette. In 1991 werd een stichting opgericht en volgden ook in andere regio's centra. Sinds 1996 is Bijwerkingencentrum Lareb het landelijke meldcentrum voor bijwerkingen. Tot 2009 had Lareb bij vijf academische ziekenhuizen regionale kantoren. Per 1 januari 2011 is de Teratologie Informatie Service (TIS teratologie-informatie) en de bijwerkingenregistratie van inentingen van het Rijksvaccinatieprogramma van het RIVM overgegaan naar Lareb. De TIS en het pREGnant-zwangerschapsregister zijn in 2021 overgegaan in Moeders van Morgen Lareb, het kenniscentrum voor geneesmiddelgebruik bij een kinderwens, rondom de zwangerschap en borstvoeding. Zij doen kennis op over bijwerkingen door meldingen te analyseren en vragenlijstonderzoeken uit te voeren onder zwangere vrouwen.

## Werkzaamheden
Lareb verzamelt en analyseert meldingen van bijwerkingen van geneesmiddelen, vaccins en gezondheidsproducten zoals voedingssupplementen. Moeders van Morgen Lareb is het kenniscentrum op het gebied van de mogelijke effecten van geneesmiddelgebruik en andere blootstellingen op de zwangerschap, het ongeboren kind en de lactatieperiode (borstvoeding). Zij doen kennis op over bijwerkingen door meldingen te analyseren en vragenlijstonderzoeken uit te voeren onder zwangere vrouwen. Iedereen kan bij Lareb een melding doen van een (vermoedelijke) bijwerking via een meldformulier op de website. In 2020 ontving Lareb zo’n 32.000 meldingen. In 2021 steeg dit aantal tot bijna 200.000 meldingen over coronavaccins. Er waren toen ook iets meer andere meldingen: ruim 35.500. Dit kwam waarschijnlijk door de landelijke aandacht voor de bijwerkingen van coronavaccins. Meldingen worden geregistreerd en vermoedens van bijwerkingen die zijn gemeld zijn voor iedereen in te zien via de website. Bij Lareb werken artsen, apothekers en andere deskundigen die alle meldingen bekijken en analyseren. De bevindingen van deze analyses worden direct aan het College ter Beoordeling van Geneesmiddelen (CBG) doorgegeven dat, indien nodig, maatregelen kan treffen. Lareb informeert bij vaccins ook het Rijksinstituut voor Volksgezondheid en Milieu (RIVM), en bij gezondheidsproducten de Nederlandse Voedsel- en Warenautoriteit (NVWA). Deze instanties kunnen vervolgens maatregelen nemen. Bijvoorbeeld de bijsluiter aanpassen, aanscherpen wie het geneesmiddel mag gebruiken of het vaccin mag krijgen, of een middel van de markt halen.

## Certificering
Lareb heeft twee certificeringen verkregen: in 2015 voor het kwaliteitsmanagementsysteem: ISO 9001; in 2017 voor het volledig voldoen aan de norm voor informatiebeveiligingseisen: NEN 7510. Daarmee voldoet Lareb volledig aan de norm voor informatiebeveiligingseisen van de gezondheidszorg.